# خوسيه غريغوريو موناغاس
خوسيه غريغوريو موناغاس (بالإسبانية: José Gregorio Monagas)‏ (و. 1795 – 1858 م) هو سياسي من فنزويلا . ولد في فنزويلا . تولى منصب رئيس فنزويلا (20 يناير 1855–15 مارس 1858)، ورئيس فنزويلا (1 مارس 1847–5 فبراير 1851) .
توفي في ماراكايبو .
| المناصب السياسية            | المناصب السياسية         | المناصب السياسية            |
| --------------------------- | ------------------------ | --------------------------- |
| سبقه خوسيه غريغوريو موناغاس | رئيس فنزويلا 1855 - 1858 | تبعه بيدرو غوال إسكندون     |
| سبقه كارلوس سوبليت          | رئيس فنزويلا 1847 - 1851 | تبعه خوسيه غريغوريو موناغاس |

## روابط خارجية
- خوسيه غريغوريو موناغاس على موقع الموسوعة البريطانية (الإنجليزية)